# Paranoid (album av Waldo's People)
Paranoid är ett studioalbum av den finländska musikgruppen Waldo's People. Det gavs ut den 29 januari 2009 och innehåller 12 låtar. Albumet innehåller bland annat låten "Lose Control" som Waldo's People representerade Finland med i Eurovision Song Contest 2009.

## Låtlista
| Nr  | Titel                      | Längd |
| --- | -------------------------- | ----- |
| 1.  | See the Light              | 3:39  |
| 2.  | Lose Control               | 2:58  |
| 3.  | New Vibration              | 3:08  |
| 4.  | Dangerous                  | 3:41  |
| 5.  | Ride the Tide              | 3:19  |
| 6.  | World Empire               | 3:11  |
| 7.  | Paranoid                   | 3:07  |
| 8.  | Fallen Angel               | 3:23  |
| 9.  | Life                       | 3:29  |
| 10. | I'll Be Waiting            | 3:41  |
| 11. | Emperor's Dawn (2009 Edit) | 3:46  |
| 12. | Back Again (2009 Edit)     | 3:53  |

## Listplaceringar
| Lista   | Topplacering |
| ------- | ------------ |
| Finland | 13           |